# ماثيو سلاتر
ماثيو سلاتر (بالإنجليزية: Matthew Slater)‏ (و. 1985  م) هو لاعب كرة قدم أمريكية، من الولايات المتحدة، ولد في بالدوين بارك، لوس أنجليس، كاليفورنيا، يلعب كمُؤمن ‏، ومستقبل واسع ‏.

## التعليم
تعلم في جامعة كاليفورنيا، لوس أنجلوس.

## روابط خارجية
- ماثيو سلاتر على موقع مرجع كرة القدم المحترفة.كوم (الإنجليزية)
- ماثيو سلاتر على موقع كلية كرة القدم في سبورتس رفرنس.كوم (الإنجليزية)